# 库胡尔·加尔格
库胡尔·加尔格（英語：Kuhoo Garg，1998年9月22日—），印度女子羽毛球運動員。

## 簡歷
2016年6月，库胡尔·加尔格與宁思·布洛克·哈扎里卡出戰毛里裘斯羽毛球國際賽，在女双準決賽以0比2（11-21、12-21）不敌赛会头号种子、赞比亚的伊芙琳·西埃姆潘杰拉/奥加尔·西埃姆潘杰拉。同年11月，她与维涅什·迪弗莱卡出戰印度羽毛球國際挑戰賽，在混双準決賽以1比3（7-11、8-11、11-6、10-12）不敌马来西亚的刘航益/謝宜希。
2017年9月，库胡尔·加尔格與羅漢·卡普爾出戰希臘羽毛球公開賽，在混双决赛以2比0（21-19、21-19）击败了赛会4号种子、队友的乌特卡什·阿罗拉/卡里什马·瓦德卡尔，夺得其首个国际赛混双冠军。同年11月，她与羅漢·卡普爾出戰印度羽毛球國際系列賽，在混双决赛以0比2（19-21、13-21）不敌赛会5号种子、马来西亚新老组合的陈堂杰/吳柳螢，赢得亚军。
2018年1月，库胡尔·加尔格與羅漢·卡普爾出戰瑞典羽毛球公開賽，在混双準決賽以0比2（11-21、19-21）不敌赛会2号种子、丹麦的克里斯托弗·克努森/伊莎贝拉·尼尔森。同期1月，她与羅漢·卡普爾出戰冰島羽毛球國際賽，在混双决赛以2比1（16-21、21-19、21-18)力克赛会头号种子、丹麦的克里斯托弗·克努森/伊莎贝拉·尼尔森，赢得冠军。

### 2018年世錦賽
2018年8月，库胡尔·加尔格參加中國南京舉行的世界羽毛球錦標賽，與宁思·布洛克·哈扎里卡合作出戰女子雙打項目。她們在首圈就以0比2（19-21、11-21）敗給中華台北組合張淨惠/楊景惇，48強出局。

## 主要比賽成績
| 年份   | 賽事                   | 公開賽級別 | 項目     | 搭檔                 | 成績   |
| ------ | ---------------------- | ---------- | -------- | -------------------- | ------ |
| 2016年 | 毛里裘斯羽毛球國際賽   | 國際系列賽 | 女子雙打 | 宁思·布洛克·哈扎里卡 | 準決賽 |
| 2016年 | 印度羽毛球國際系列賽   | 國際系列賽 | 混合雙打 | 维涅什·迪弗莱卡      | 準決賽 |
| 2016年 | 印度羽毛球國際挑戰賽   | 國際挑戰賽 | 混合雙打 | 维涅什·迪弗莱卡      | 亞軍   |
| 2017年 | 希臘羽毛球公開賽       | 國際系列賽 | 混合雙打 | 羅漢·卡普爾          | 冠軍   |
| 2017年 | 印度羽毛球國際系列賽   | 國際系列賽 | 混合雙打 | 羅漢·卡普爾          | 亞軍   |
| 2018年 | 瑞典羽毛球公開賽       | 國際系列賽 | 混合雙打 | 羅漢·卡普爾          | 準決賽 |
| 2018年 | 冰島羽毛球國際賽       | 國際系列賽 | 混合雙打 | 羅漢·卡普爾          | 冠軍   |
| 2018年 | 拉各斯羽毛球國際挑戰賽 | 國際挑戰賽 | 女子雙打 | Riya Mookerjee       | 冠軍   |
| 2018年 | 拉各斯羽毛球國際挑戰賽 | 國際挑戰賽 | 混合雙打 | 羅漢·卡普爾          | 亞軍   |
| 2018年 | 俄羅斯羽毛球公開賽     | 超級100賽  | 混合雙打 | 羅漢·卡普爾          | 亞軍   |
| 2019年 | 埃及羽毛球國際賽       | 國際系列賽 | 女子雙打 | 桑约吉塔·戈派德      | 亞軍   |
| 2019年 | 埃及羽毛球國際賽       | 國際系列賽 | 混合雙打 | Dhruv Rawat          | 冠軍   |
| 2019年 | 尼泊爾羽毛球國際挑戰賽 | 國際挑戰賽 | 混合雙打 | 苏密特·雷迪          | 準決賽 |
| 2019年 | 南亞運動會羽毛球比賽   | 其他       | 女子團體 | －                   | 金牌   |
| 2019年 | 南亞運動會羽毛球比賽   | 其他       | 女子雙打 | 安諾舒卡·帕雷克      | 銅牌   |

| 2007-2017年 | 首要超級賽 | 超級賽 | 黃金大獎賽 | 大獎賽 | 國際挑戰賽 | 國際系列賽 | 未來系列賽 | 其他 |

| 2018-2026年 | 總決賽 | 超級1000賽 | 超級750賽 | 超級500賽 | 超級300賽 | 超級100賽 | 國際挑戰賽 | 國際系列賽 | 未來系列賽 | 其他 |

### 奧運會和世錦賽參賽紀錄
|          | 搭檔                 | 2018 |
| -------- | -------------------- | ---- |
| 女子雙打 | 宁思·布洛克·哈扎里卡 | 48強 |
|          |                      |      |
| 混合雙打 | 羅漢·卡普爾          | 32強 |